# Campeonato Europeu de Voleibol Masculino de 2009
O Campeonato Europeu de Voleibol Masculino de 2009 foi a 26ª edição deste torneio bianual que reúne as principais seleções europeias de voleibol masculino. A Confederação Europeia de Voleibol (CEV) foi a responsável pela organização do campeonato. Ocorreu na Turquia entre 3 e 13 de setembro de 2009. 
A seleção polonesa sagrou-se campeã europeia pela primeira vez de maneira invicta. No jogo final, a equipe derrotou a França por 3 sets a 1. A Bulgária ficou com a medalha de bronze ao vencer a Rússia por 3-0. O polonês Piotr Gruszka foi eleito o MVP (do inglês most valuable player, "jogador mais valioso") do campeonato.

## Locais
O İzmir Halkapınar Sport Hall em İzmir recebeu os grupos A, C e E. A Abdi İpekçi Arena, em Istanbul abrigou os grupos B, D e F. İzmir também foi sede das semifinais e da final.

## Países participantes
| Equipe        | Qualificação                 | Última participação             |
| ------------- | ---------------------------- | ------------------------------- |
| Turquia       | País-sede                    | Rússia 2007                     |
| Espanha       | 1º lugar Rússia 2007         | Rússia 2007                     |
| Rússia        | 2º lugar Rússia 2007         | Rússia 2007                     |
| Sérvia        | 3º lugar Rússia 2007         | Rússia 2007                     |
| Finlândia     | 4º lugar Rússia 2007         | Rússia 2007                     |
| Alemanha      | 5º lugar Rússia 2007         | Rússia 2007                     |
| Itália        | 6º lugar Rússia 2007         | Rússia 2007                     |
| Eslováquia    | 1º do grupo A - segunda fase | Rússia 2007                     |
| Países Baixos | 1º do grupo B - segunda fase | Rússia 2007                     |
| França        | 1º do grupo C - segunda fase | Rússia 2007                     |
| Grécia        | 1º do grupo D - segunda fase | Rússia 2007                     |
| Bulgária      | 1º do grupo E - segunda fase | Rússia 2007                     |
| Estônia       | 1º do grupo F - segunda fase | Estreante                       |
| Chéquia       | Terceira fase                | Itália/Sérvia e Montenegro 2005 |
| Eslovênia     | Terceira fase                | Rússia 2007                     |
| Polônia       | Terceira fase                | Rússia 2007                     |

## Primeira fase

### Grupo A
|     |          |     | Jogos | Jogos | Jogos | Sets | Sets | Sets  | Pontos | Pontos | Pontos |
| Pos | Equipe   | Pts | T     | V     | D     | V    | P    | R     | V      | P      | R      |
| --- | -------- | --- | ----- | ----- | ----- | ---- | ---- | ----- | ------ | ------ | ------ |
| 1   | Polônia  | 6   | 3     | 3     | 0     | 9    | 2    | 4.500 | 270    | 223    | 1.211  |
| 2   | França   | 5   | 3     | 2     | 1     | 7    | 4    | 1.750 | 253    | 235    | 1.077  |
| 3   | Alemanha | 4   | 3     | 1     | 2     | 5    | 8    | 0.625 | 284    | 314    | 0.904  |
| 4   | Turquia  | 3   | 3     | 0     | 3     | 2    | 9    | 0.222 | 234    | 269    | 0.870  |

| Data   |          | Placar |          | 1º Set | 2º Set | 3º Set | 4º Set | 5º Set | Total   |
| ------ | -------- | ------ | -------- | ------ | ------ | ------ | ------ | ------ | ------- |
| 03 Set | Polônia  | 3–1    | França   | 18–25  | 25–17  | 25–22  | 25–18  |        | 93–82   |
| 03 Set | Alemanha | 3–2    | Turquia  | 26–24  | 23–25  | 25–22  | 30–32  | 15–13  | 119–116 |
| 04 Set | Polônia  | 3–1    | Alemanha | 25–17  | 25–23  | 27–29  | 25–14  |        | 102–83  |
| 05 Set | França   | 3–1    | Alemanha | 21–25  | 25–14  | 25–20  | 25–23  |        | 96–82   |
| 05 Set | Turquia  | 0–3    | Polônia  | 23–25  | 18–25  | 17–25  |        |        | 58–75   |
| 06 Set | Turquia  | 0–3    | França   | 16–25  | 21–25  | 23–25  |        |        | 60–75   |

### Grupo B
|     |               |     | Jogos | Jogos | Jogos | Sets | Sets | Sets  | Pontos | Pontos | Pontos |
| Pos | Equipe        | Pts | T     | V     | D     | V    | P    | R     | V      | P      | R      |
| --- | ------------- | --- | ----- | ----- | ----- | ---- | ---- | ----- | ------ | ------ | ------ |
| 1   | Rússia        | 6   | 3     | 3     | 0     | 9    | 3    | 3.000 | 279    | 223    | 1.251  |
| 2   | Países Baixos | 5   | 3     | 2     | 1     | 8    | 6    | 1.333 | 330    | 310    | 1.065  |
| 3   | Finlândia     | 4   | 3     | 1     | 2     | 5    | 6    | 0.833 | 225    | 254    | 0.886  |
| 4   | Estônia       | 3   | 3     | 0     | 3     | 2    | 9    | 0.222 | 230    | 277    | 0.830  |

| Data   |               | Placar |               | 1º Set | 2º Set | 3º Set | 4º Set | 5º Set | Total   |
| ------ | ------------- | ------ | ------------- | ------ | ------ | ------ | ------ | ------ | ------- |
| 03 Set | Estônia       | 1–3    | Rússia        | 25–20  | 17–25  | 18–25  | 15–25  |        | 75–95   |
| 03 Set | Países Baixos | 3–2    | Finlândia     | 25–21  | 22–25  | 28–30  | 25–15  | 18–16  | 118–107 |
| 04 Set | Países Baixos | 3–1    | Estônia       | 27–29  | 25–19  | 25–18  | 30–28  |        | 107–94  |
| 05 Set | Rússia        | 3–2    | Países Baixos | 25–23  | 25–22  | 21–25  | 23–25  | 15–10  | 109–105 |
| 05 Set | Finlândia     | 3–0    | Estônia       | 25–18  | 25–22  | 25–21  |        |        | 75–61   |
| 06 Set | Rússia        | 3–0    | Finlândia     | 25–12  | 25–14  | 25–17  |        |        | 75–43   |

### Grupo C
|     |            |     | Jogos | Jogos | Jogos | Sets | Sets | Sets  | Pontos | Pontos | Pontos |
| Pos | Equipe     | Pts | T     | V     | D     | V    | P    | R     | V      | P      | R      |
| --- | ---------- | --- | ----- | ----- | ----- | ---- | ---- | ----- | ------ | ------ | ------ |
| 1   | Grécia     | 6   | 3     | 3     | 0     | 9    | 3    | 3.000 | 293    | 279    | 1.050  |
| 2   | Espanha    | 5   | 3     | 2     | 1     | 6    | 5    | 1.200 | 244    | 231    | 1.056  |
| 3   | Eslováquia | 4   | 3     | 1     | 2     | 7    | 6    | 1.167 | 290    | 284    | 1.021  |
| 4   | Eslovênia  | 3   | 3     | 0     | 3     | 1    | 9    | 0.111 | 230    | 263    | 0.875  |

| Data   |            | Placar |            | 1º Set | 2º Set | 3º Set | 4º Set | 5º Set | Total   |
| ------ | ---------- | ------ | ---------- | ------ | ------ | ------ | ------ | ------ | ------- |
| 03 Set | Espanha    | 3–0    | Eslovênia  | 25–20  | 25–19  | 25–20  |        |        | 75–59   |
| 04 Set | Grécia     | 3–0    | Espanha    | 25–23  | 25–20  | 25–21  |        |        | 75–64   |
| 04 Set | Eslovênia  | 0–3    | Eslováquia | 20–25  | 21–25  | 28–30  |        |        | 69–80   |
| 05 Set | Eslováquia | 2–3    | Grécia     | 25–19  | 28–30  | 23–25  | 25–21  | 12–15  | 113–110 |
| 06 Set | Eslovênia  | 1–3    | Grécia     | 32–34  | 24–26  | 25–23  | 21–25  |        | 102–108 |
| 06 Set | Eslováquia | 2–3    | Espanha    | 18–25  | 25–21  | 18–25  | 25–19  | 11–15  | 97–106  |

### Grupo D
|     |          |     | Jogos | Jogos | Jogos | Sets | Sets | Sets  | Pontos | Pontos | Pontos |
| Pos | Equipe   | Pts | T     | V     | D     | V    | P    | R     | V      | P      | R      |
| --- | -------- | --- | ----- | ----- | ----- | ---- | ---- | ----- | ------ | ------ | ------ |
| 1   | Bulgária | 6   | 3     | 3     | 0     | 9    | 3    | 3.000 | 279    | 249    | 1.120  |
| 2   | Sérvia   | 5   | 3     | 2     | 1     | 8    | 4    | 2.000 | 270    | 246    | 1.098  |
| 3   | Itália   | 4   | 3     | 1     | 2     | 4    | 6    | 0.667 | 227    | 228    | 0.996  |
| 4   | Chéquia  | 3   | 3     | 0     | 3     | 1    | 9    | 0.111 | 199    | 252    | 0.790  |

| Data   |          | Placar |          | 1º Set | 2º Set | 3º Set | 4º Set | 5º Set | Total   |
| ------ | -------- | ------ | -------- | ------ | ------ | ------ | ------ | ------ | ------- |
| 03 Set | Bulgária | 3–2    | Sérvia   | 21–25  | 25–17  | 19–25  | 25–22  | 15–11  | 105–100 |
| 04 Set | Itália   | 0–3    | Bulgária | 24–26  | 22–25  | 22–25  |        |        | 68–76   |
| 04 Set | Sérvia   | 3–0    | Chéquia  | 25–22  | 26–24  | 25–14  |        |        | 76–60   |
| 05 Set | Chéquia  | 0–3    | Itália   | 12–25  | 26–28  | 20–25  |        |        | 58–78   |
| 06 Set | Sérvia   | 3–1    | Itália   | 25–23  | 19–25  | 25–12  | 25–21  |        | 94–81   |
| 06 Set | Chéquia  | 1–3    | Bulgária | 19–25  | 25–23  | 20–25  | 17–25  |        | 81–98   |

## Segunda fase

### Grupo E
|     |            |     | Jogos | Jogos | Jogos | Sets | Sets | Sets  | Pontos | Pontos | Pontos |
| Pos | Equipe     | Pts | T     | V     | D     | V    | P    | R     | V      | P      | R      |
| --- | ---------- | --- | ----- | ----- | ----- | ---- | ---- | ----- | ------ | ------ | ------ |
| 1   | Polônia    | 10  | 5     | 5     | 0     | 15   | 6    | 2.500 | 482    | 425    | 1.134  |
| 2   | França     | 9   | 5     | 4     | 1     | 13   | 7    | 1.857 | 482    | 438    | 1.100  |
| 3   | Alemanha   | 8   | 5     | 3     | 2     | 11   | 9    | 1.222 | 461    | 466    | 0.989  |
| 4   | Grécia     | 7   | 5     | 2     | 3     | 8    | 11   | 0.727 | 435    | 464    | 0.938  |
| 5   | Espanha    | 6   | 5     | 1     | 4     | 7    | 14   | 0.500 | 445    | 476    | 0.935  |
| 6   | Eslováquia | 5   | 5     | 0     | 5     | 8    | 15   | 0.533 | 475    | 511    | 0.930  |

| Data   |            | Placar |            | 1º Set | 2º Set | 3º Set | 4º Set | 5º Set | Total   |
| ------ | ---------- | ------ | ---------- | ------ | ------ | ------ | ------ | ------ | ------- |
| 08 Set | Alemanha   | 3–1    | Grécia     | 25–14  | 33–31  | 21–25  | 25–21  |        | 104–91  |
| 08 Set | Polônia    | 3–2    | Espanha    | 18–25  | 25–20  | 25–18  | 23–25  | 17–15  | 108–103 |
| 08 Set | França     | 3–1    | Eslováquia | 25–23  | 24–26  | 25–22  | 25–21  |        | 99–92   |
| 09 Set | Espanha    | 1–3    | Alemanha   | 25–19  | 25–27  | 23–25  | 20–25  |        | 93–96   |
| 09 Set | Eslováquia | 2–3    | Polônia    | 25–21  | 15–25  | 10–25  | 25–14  | 14–16  | 89–101  |
| 09 Set | Grécia     | 1–3    | França     | 18–25  | 32–30  | 18–25  | 23–25  |        | 91–105  |
| 10 Set | Alemanha   | 3–1    | Eslováquia | 25–22  | 21–25  | 25–16  | 25–21  |        | 96–84   |
| 10 Set | França     | 3–1    | Espanha    | 25–21  | 25–15  | 25–27  | 25–17  |        | 100–80  |
| 10 Set | Polônia    | 3–0    | Grécia     | 25–22  | 28–26  | 25–20  |        |        | 78–68   |

### Grupo F
|     |               |     | Jogos | Jogos | Jogos | Sets | Sets | Sets  | Pontos | Pontos | Pontos |
| Pos | Equipe        | Pts | T     | V     | D     | V    | P    | R     | V      | P      | R      |
| --- | ------------- | --- | ----- | ----- | ----- | ---- | ---- | ----- | ------ | ------ | ------ |
| 1   | Rússia        | 10  | 5     | 5     | 0     | 15   | 3    | 5.000 | 426    | 359    | 1.187  |
| 2   | Bulgária      | 9   | 5     | 4     | 1     | 12   | 6    | 2.000 | 422    | 390    | 1.082  |
| 3   | Sérvia        | 8   | 5     | 3     | 2     | 12   | 8    | 1.500 | 445    | 425    | 1.047  |
| 4   | Países Baixos | 7   | 5     | 2     | 3     | 10   | 12   | 0.833 | 504    | 505    | 0.998  |
| 5   | Itália        | 6   | 5     | 1     | 4     | 5    | 12   | 0.417 | 386    | 414    | 0.932  |
| 6   | Finlândia     | 5   | 5     | 0     | 5     | 2    | 15   | 0.133 | 332    | 422    | 0.787  |

| Data   |               | Placar |               | 1º Set | 2º Set | 3º Set | 4º Set | 5º Set | Total  |
| ------ | ------------- | ------ | ------------- | ------ | ------ | ------ | ------ | ------ | ------ |
| 08 Set | Rússia        | 3–1    | Sérvia        | 25–15  | 17–25  | 25–21  | 25–19  |        | 92–80  |
| 08 Set | Países Baixos | 3–1    | Itália        | 25–22  | 23–25  | 25–21  | 27–25  |        | 100–93 |
| 08 Set | Finlândia     | 0–3    | Bulgária      | 22–25  | 15–25  | 20–25  |        |        | 57–75  |
| 09 Set | Itália        | 0–3    | Rússia        | 23–25  | 21–25  | 21–25  |        |        | 65–75  |
| 09 Set | Bulgária      | 3–1    | Países Baixos | 25–15  | 26–24  | 21–25  | 28–26  |        | 100–90 |
| 09 Set | Sérvia        | 3–0    | Finlândia     | 25–20  | 25–14  | 25–22  |        |        | 75–56  |
| 10 Set | Rússia        | 3–0    | Bulgária      | 25–21  | 25–23  | 25–22  |        |        | 75–66  |
| 10 Set | Finlândia     | 0–3    | Itália        | 25–27  | 19–25  | 25–27  |        |        | 69–79  |
| 10 Set | Países Baixos | 1–3    | Sérvia        | 20–25  | 23–25  | 25–21  | 23–25  |        | 91–96  |

## Fase final
|  | Semifinais         | Semifinais         |   |                    | Final              | Final |  |
|  |                    |                    |   |                    |                    |       |  |
|  | 12-09-2009 – İzmir |                    |   |                    |                    |       |  |
|  | Polônia            | 3                  |   |                    |                    |       |  |
|  | Bulgária           | 0                  |   |                    |                    |       |  |
|  |                    |                    |   |                    |                    |       |  |
|  |                    |                    |   |                    | 13-09-2009 – İzmir |       |  |
|  |                    |                    |   |                    | Polônia            | 3     |  |
|  |                    | França             | 1 |                    |                    |       |  |
|  |                    |                    |   |                    |                    |       |  |
|  |                    |                    |   |                    |                    |       |  |
|  |                    |                    |   |                    | Terceiro lugar     |       |  |
|  | 12-09-2009 – İzmir | 12-09-2009 – İzmir |   | 13-09-2009 – İzmir | 13-09-2009 – İzmir |       |  |
|  | Rússia             | 2                  |   | Bulgária           | 3                  |       |  |
|  | França             | 3                  |   |                    | Rússia             | 0     |  |

### Semifinais
| Data   |         | Placar |          | 1º Set | 2º Set | 3º Set | 4º Set | 5º Set | Total   |
| ------ | ------- | ------ | -------- | ------ | ------ | ------ | ------ | ------ | ------- |
| 12 Set | Polônia | 3–0    | Bulgária | 25–19  | 30–28  | 25–20  |        |        | 80–67   |
| 12 Set | Rússia  | 2–3    | França   | 18–25  | 22–25  | 27–25  | 25–15  | 15–17  | 107–107 |

### Terceiro lugar
| Data   |          | Placar |        | 1º Set | 2º Set | 3º Set | 4º Set | 5º Set | Total |
| ------ | -------- | ------ | ------ | ------ | ------ | ------ | ------ | ------ | ----- |
| 13 Set | Bulgária | 3–0    | Rússia | 25–18  | 26–24  | 25–21  |        |        | 76–63 |

### Final
| Data   |         | Placar |        | 1º Set | 2º Set | 3º Set | 4º Set | 5º Set | Total |
| ------ | ------- | ------ | ------ | ------ | ------ | ------ | ------ | ------ | ----- |
| 13 Set | Polônia | 3–1    | França | 29–27  | 25–21  | 16–25  | 26–24  |        | 96–97 |

## Classificação final
| Campeão | Vice-campeão | Terceiro lugar |
| PolôniaNowakowski · Gruszka · Pliński · Zagumny · Kurek · Jarosz · Bartman · Gromadowski · Woicki · Ruciak · Gacek · Ignaczak · Bąkiewicz · Możdżonek · Head Coach Castellani | França       | Bulgária       |

| 4  | Rússia        |
| 5  | Sérvia        |
| 6  | Alemanha      |
| 7  | Países Baixos |
| 8  | Grécia        |
| 9  | Espanha       |
| 10 | Itália        |
| 11 | Eslováquia    |
| 12 | Finlândia     |
| 13 | Turquia       |
| 14 | Estônia       |
| 15 | Eslovênia     |
| 16 | Chéquia       |

## Prêmios
- MVP:  Piotr Gruszka
- Maior pontuador:  Antonin Rouzier
- Melhor atacante:  Aleksandr Volkov
- Melhor bloqueador:  Viktor Yosifov
- Melhor sacador:  Yury Berezhko
- Melhor levantador:  Paweł Zagumny
- Melhor recepção:  Stéphane Antiga
- Melhor líbero:  Hubert Henno